# James Syler
James S. Syler (New York, 1961) is een Amerikaans componist, dichter, muziekpedagoog, muziekcriticus en muziekuitgever.

## Levensloop
Syler studeerde aan de Northern Illinois University in DeKalb, aan de Universiteit van Miami in Coral Gables en aan de Universiteit van Texas te Austin (Texas). Zijn leraren voor compositie waren onder andere Alfred Reed, Karl Korte en Michael Colgrass.
Hij richtte en muziekuitgave voor koor- en blaasmuziek in San Antonio (Texas) op. Verder is hij docent aan de muziekfaculteit voor analyse en beoordeling van het San Antonio College. Verder is hij lecturer aan de Universiteit van Texas (UTSA) in San Antonio (Texas) voor compositie, muziektheorie en muziekgeschiedenis. 
Syler oogstte voor zijn composities verschillende prijzen en onderscheidingen zoals in 1993 de National Band Association Award en in hetzelfde jaar ook de Arnold D. Gabriel Composition Award. Zijn werken worden door bekende ensembles geïnterpreteerd zoals het Eastman Wind Ensemble, American Jazz Philharmonic en het Turtle Island String Quartet. 
Naast zijn werkzaamheden als componist is hij ook bezig als dichter en muziekcriticus.

## Composities

### Werken voor harmonieorkest
- 1988 The Hound of Heaven, voor harmonieorkest (won de Arnold D. Gabriel Composition Award in 1993)
- 1994 Fields, voor harmonieorkest
- 1994 Minton's Playhouse, voor saxofoonkwartet, geluidsband en harmonieorkest
- 1996 O Magnum Mysterium, voor sopraan en harmonieorkest
- 1996 Storyville, voor sopraan, altsaxofoon en harmonieorkest
- 1999 Symphony No. 1 “Blue”, voor sopraan, gemengd koor en harmonieorkest
- 2002 Country Bandstand, voor harmonieorkest

### Werken voor koren
- 1997 Ave verum Corpus, voor gemengd koor
- 1997 Tantum ergo, voor gemengd koor
- 1998 Dear Sarah, voor gemengd koor en piano
- 1999 Psalm 61, gemengd koor en piano
- 2001 Siren Song, voor gemengd koor en piano
- 2002 Psalm 121, voor gemengd koor
- 2008 O Magnum Mysterium, voor gemengd koor, orgel, hobo en 4 slagwerkers
- The Road Not Taken, voor gemengd koor en cello
- Ubi caritas, voor gemengd koor

### Vocale muziek
- Blue, voor sopraan en gemengd koor 
  1. Impending Blue
  2. Dark Blue
  3. Fading Blue
  4. Still Point Blue
  5. True Blue